# San Felipe del Progreso
San Felipe del Progreso là một đô thị thuộc bang México, México. Năm 2005, dân số của đô thị này là 100201 người.